# مجدل (الكورة)
مجدل هي قرية لبنانية من قرى قضاء الكورة في محافظة الشمال.